# Pacifigorgia senta
Pacifigorgia senta is een zachte koraalsoort uit de familie Gorgoniidae. De koraalsoort komt uit het geslacht Pacifigorgia. Pacifigorgia senta werd in 2003 voor het eerst wetenschappelijk beschreven door Breedy & Guzman. 